# Microbates collaris
El soterillo acollarado (en Perú) (Microbates collaris), también denominado saltón acollarado, chirito acollarado (en Venezuela), curruca collareja (en Colombia) o soterillo collarejo (en Ecuador), es una especie de ave paseriforme de la familia Polioptilidae, una de las dos pertenecientes al género Microbates. Es nativo del norte de la cuenca amazónica y del escudo guayanés en Sudamérica.

## Distribución y hábitat
Se distribuye al norte del río Amazonas, desde el sureste de Colombia, por el sur de Venezuela, sur de Guyana, Surinam, Guayana Francesa y norte de la Amazonia brasileña, y hacia el sur por el este de Ecuador, hasta el noreste de Perú.
Esta especie es considerada de rara a poco común en su hábitat natural: el sotobosque de selvas húmedas de terra firme de regiones bajas de la Amazonia, hasta los 900 m de altitud. Es algo más numerosa hacia el este.

## Descripción
Mide entre 10,5 a 11 cm de longitud. Presenta líneas superciliares blancas y la cara cruzada por una línea postocular negra; mejillas blancas bordeadas por una mancha malar negra. La corona, la nuca, el dorso y la cara superior de las alas y la cola son de color castaño. Las partes inferiores son blancas con una mancha negra en el pecho en forma de media luna o collar.

## Alimentación
Se alimenta de insecto, que busca en el nivel bajo del bosque, a veces en bandas mixtas con otras especies y ocasionalmente persiguiendo las presas ahuyentadas por hormigas guerreras.

## Reproducción
Construye el nido con hojas secas, en forma de taza, cerca del suelo. La hembra pone 2 huevos blancos con puntos oscuros.

## Sistemática

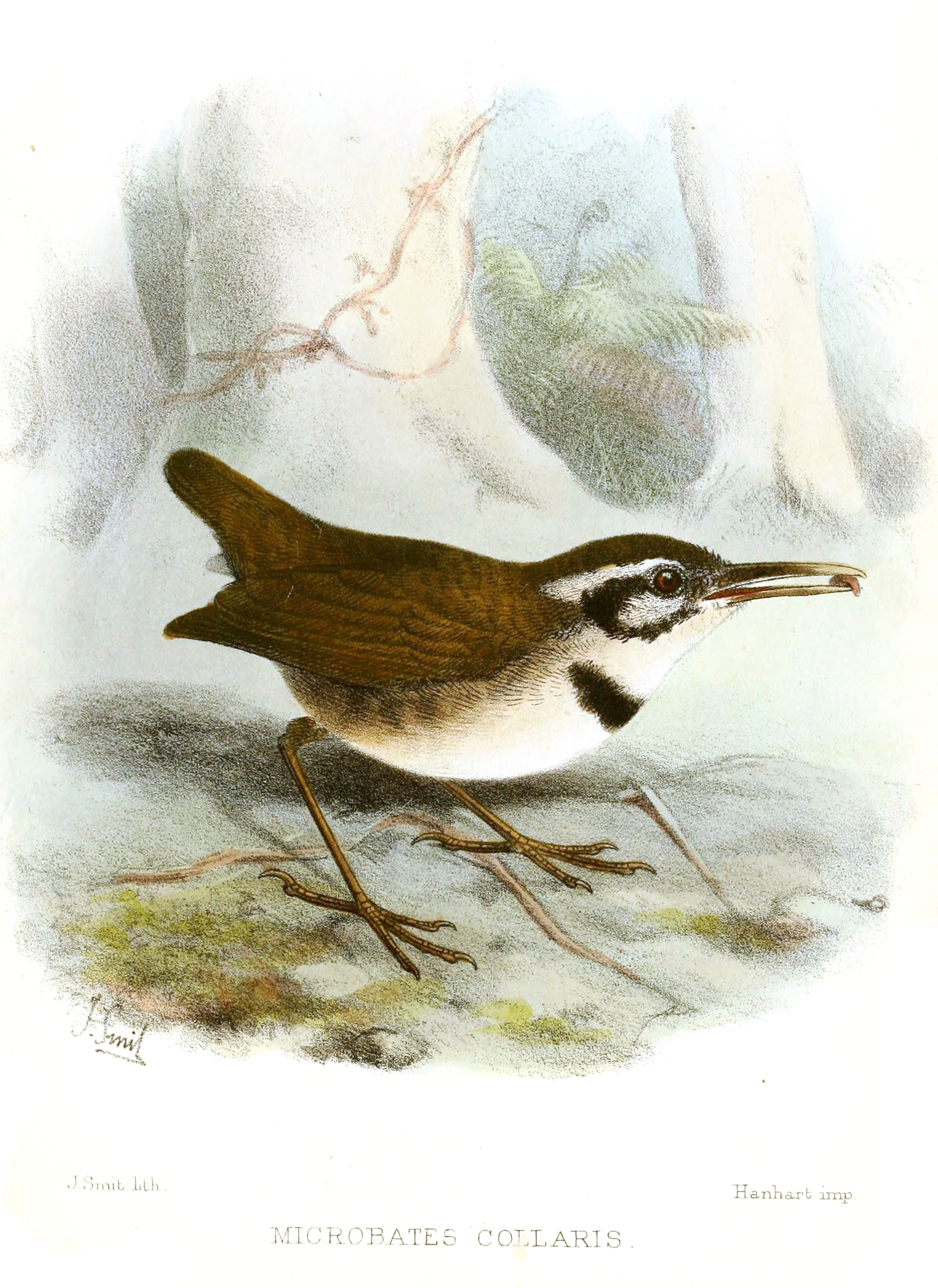
Microbates collaris, ilustración de Smit, para The Ibis, 1883

### Descripción original
La especie M. collaris fue descrita por primera vez por el ornitólogo austríaco August von Pelzeln en 1868 bajo el nombre científico Ramphocaenus collaris; su localidad tipo es: «Barra do río Negro, Marabitanas, Amazonas, Brasil».

### Etimología
El nombre genérico masculino «Microbates» se compone de las palabras del griego «mikros»: ‘pequeño’, y «bates»: ‘caminador’; y el nombre de la especie «collaris», en latín significa ‘referente al cuello’, ‘collar’.

### Taxonomía
Las formas descritas colombianus y torquatus son consideradas indistintas por Clements Checklist/eBird.

### Subespecies
Según la clasificación Clements Checklist/eBird v.2019 se reconocen tres subespecies, con su correspondiente distribución geográfica:
- Microbates collaris collaris (Pelzeln, 1868) – sureste de Colombia, hasta las Guayanas y adyacente norte de Brasil.
- Microbates collaris paraguensis Phelps Sr & Phelps Jr, 1946 – sur de Venezuela (Bolívar y Amazonas).
- Microbates collaris pelatus Todd, 1927 – norte de la Amazonia brasileña y noreste de Perú (Loreto y norte de San Martín)